# Choi Jin-Cheul
Choi Jin-Cheul – em coreano: 최진철 (Jindo, 26 de março de 1971) é um técnico de futebol e ex-futebolista sul-coreano que atuava como zagueiro. Atualmente é auxiliar-técnico da seleção Sub-23 da China.

## Carreira em clubes
Após jogar pelo time da Universidade Soongsil por 3 anos, Choi foi draftado pelo Sangmu FC, equipe da Liga de Futebol Semiprofissional Sul-Coreana, onde atuou entre 1994 e 1995.
Em nível profissional, jogou apenas pelo Jeonbuk Hyundai Motors, onde chegou em 1996. Pelo clube pertencente à Hyundai Motor Company, foram 312 jogos disputados (241 pela K-League, 9 pela Copa da Coreia do Sul, 71 pela Copa da Liga, 12 pela Liga dos Campeões da AFC, 2 pela Copa do Mundo de Clubes da FIFA e 1 pela Supercopa da Coreia do Sul) e 31 gols marcados. Seus pontos fortes eram a forte marcação e a habilidade no jogo aéreo. Ele chegou a anunciar o final de sua carreira após o jogo entre Coreia do Sul e Suíça na Copa de 2006, mas voltou atrás na decisão e jogou mais uma temporada antes da aposentadoria definitiva, aos 36 anos.

## Carreira internacional
A estreia do zagueiro pela Seleção Sul-Coreana foi em um amistoso contra o Brasil, em agosto de 1997. Depois de não ter sido convocado para a Copa de 1998, voltaria à seleção apenas em 2001 e marcou seu primeiro gol na vitória por 3 a 1 sobre a Costa Rica, pela Copa Ouro da CONCACAF de 2002, onde a Coreia do Sul foi uma das seleções convidadas para a disputa.
No mesmo ano, disputou sua primeira Copa do Mundo, sediada por Japão e Coreia do Sul, atuando em 6 jogos da surpreendente campanha dos Guerreiros Taegeuk, que terminariam eliminados pela Alemanha na semifinal, ficando de fora da decisão pelo terceiro lugar contra a Turquia. Ele ainda participaria da Copa da Ásia de 2004 e da Copa de 2006, sendo o atleta mais velho do elenco. Choi atuou nos 3 jogos da Coreia do Sul, que não repetiu o desempenho de 2002 e caiu na fase de grupos. A despedida internacional do zagueiro foi marcada pelo choque na dividida com Philippe Senderos, que marcou o primeiro gol na vitória por 2 a 0 para a Suíça. Em 9 anos de carreira internacional, Choi jogou 65 vezes pela seleção e marcou 4 gols.

## Carreira de treinador
Após deixar os gramados, Choi treinou o Gangwon FC, a seleção Sub-17 da Coreia do Sul e o Pohang Steelers antes de ser anunciado como auxiliar-técnico da seleção Sub-23 da China em 2019.

## Títulos
Sangmu FC
- Liga de Futebol Semiprofissional Sul-Coreana (fase Primavera): 1994

Jeonbuk Hyundai Motors
- Copa da Coreia do Sul: 2000, 2003, 2005
- Supercopa da Coreia do Sul: 2004
- Liga dos Campeões da AFC: 2006

Seleção B da Coreia do Sul
- Jogos da Ásia Oriental: 1993

Seleção Sul-Coreana
- Campeonato de Futebol do Leste Asiático: 2003

### Individuais
- K-League All-Star: 2002, 2003, 2004, 2005, 2006, 2007[4][5][6][7][8][9]
- Melhor Onze da K-League: 2002, 2003, 2006[10][11][12]
- Jogador Mais Valioso da Liga dos Campeões da AFC: 2006[13]